# Québecfranska
Québecfranska (franska: français québécois) är en fransk dialekt som talas av majoriteten av befolkningen i den kanadensiska provinsen Québec (82,8 procent 2001). Québecfranskan utvecklades ur 1600- och 1700-talets franska. Den är snarlik den franska som talas i andra delar av Kanada.
I Québec kallas dialekten le français québécois, le franco-québécois eller kort och gott le québécois. Joual, en egentligen något nedsättande benämning på en särskild arbetarklassfranska, kan i vissa sammanhang syfta på québecfranska i allmänhet.

## Historik
Idag har det québeckiska vardagsspråket ett antal olikheter i uttal och ordförråd jämfört med den internationella standardfranskan. Den senare är dock skolspråk i alla de franskspråkiga delarna av världen och förstås även i Québec.
Québecfranskan har rötterna i den franska som nybyggarna i Nya Frankrike talade. Dessa var till största delen utvandrare från de franska provinserna Normandie, Perche, Poitou och Charentes.
I samband med Storbritanniens seger i sjuårskriget flyttade många ur de högre klasserna ("parisarna") tillbaka till Frankrike. Kontakten mellan den fransktalande befolkningen i det tidigare franska Kanada (med nytt namn Nedre Kanada) och Frankrike klipptes av; britterna tillät dock invånarna att behålla sitt språk, för att undvika deras stöd till de upproriska i britternas kolonier på östkusten. Överbefolkning i Québec innebar från 1830-talet även en stor utflyttning av fransktalande till provinserna i väster och över statsgränsen in i USA:s New England.
Därefter kom franskan i Québec och den i Frankrike att under de kommande 200 åren utvecklas åt delvis olika håll. Under 1800- och 1900-talet (fram till 1960-talet) mottog Québecfranskan ett stort antal lånord från engelskan. Sedan 1800-talet har det regionala franska uttalet av -oi- ([wa]) tagit över från det franska högreståndsuttalet ([wɛ]), en utveckling som inte skedde i Québecfranskan. Sedan 1960-talet har franskan i Frankrike mottagit ett stort antal lånord från engelskan, medan språklagar och en ökad språklig medvetenhet förhindrat en motsvarande utveckling i det delvis självstyrande Québec; stoppskyltarna har STOP i Frankrike och ARRÊT i Québec, e-post heter ofta [e-]mail i Frankrike och courriel i Québec.
Under 2000-talet har olikheterna mellan vardagsspråket i Québec och standardfranska blivit mindre uttalade. Detta gäller både uttal och vokabulär (standardfranskans vélo mot traditionell québecfranskas bicycle).

## Utbredning
År 2006 hade omkring 6 900 000 kanadensare franska som förstaspråk, antingen québecfranska (även använd i provinserna väster om Québec) eller akadisk franska (franska som talas av den franskspråkiga minoriteten i New Brunswick, Nova Scotia, och Prince Edward Island, det vill säga den forna franska kolonin Akadien).
6,2 miljoner av de fransktalande kanadensarna bodde 2006 i provinsen Québec. Detta innebär att québecfranskan representerar 9 procent av den frankofona världen (77 miljoner människor) och 20 procent av Kanadas befolkning på 32,5 miljoner. Sedan 1970-talet har tvåspråkigheten i framförallt Québec ökat, vilket innebär att fler fransktalande kan tala på god engelska och fler engelsktalande kan uttrycka sig på franska.

## Ljudlära
När t eller d kommer före ett i eller u, skjuts ett [s] eller ett [z] in mellan ljuden. Tu dînes (du äter lunch) uttalas sonika [t͡sy d͡zɪn].
Ett karakteristiskt drag i Québecfranskan är en omfattande diftongering av långa vokaler – även nasala sådana. Exempel på detta är faire /fɛːʁ/ [faɛ̯ʁ], sœur /sœːʁ/ [saœ̯ʁ], pâte /pɑːt/ [pɑɔ̯t].

## Grammatik
Québecfranskan har en särskild frågepartikel, -tu [t͡sy]. Det sätts direkt efter verbet för att markera en fråga. Tu le sais-tu? (Vet du det?).
De québeckiska subjektspronomina uppvisar viss variation och ses i tabellen nedan. Lägg märke till uttalet /a/ av elle i subjektsform. De emfatiska pluralformerna kan jämföras med spanskans och vissa italienska dialekters motsvarande ord; till exempel spanska "vi" nosotros (nos + otros). Pronomenet nous "vi" har helt ersatts av on "man". Likaså har genusdistinktionen i 3:e person plural försvunnit.
| Svenska | Subjekt  | Emfatiskt   |
| ------- | -------- | ----------- |
| jag     | j(e)     | moi         |
| du      | tu /t͡sy/ | toi         |
| han     | il /i/   | lui         |
| hon     | elle /a/ | elle        |
| vi      | on       | nous autres |
| ni      | vous     | vous autres |
| de      | ils /i/  | eux autres  |

Bortfall av /l/ i tredje person förekommer även i Frankrike, men varianterna skiljer sig ändå vid tillägg av ordet est "är":
- Riksfranska: il "han", il est "han är"; elle "hon", elle est "hon är"
- Frankrike: i "han", lé "han är"; elle "hon", lé "hon är"
- Québec: i "han", yé "han är"; a "hon", éé "hon är"

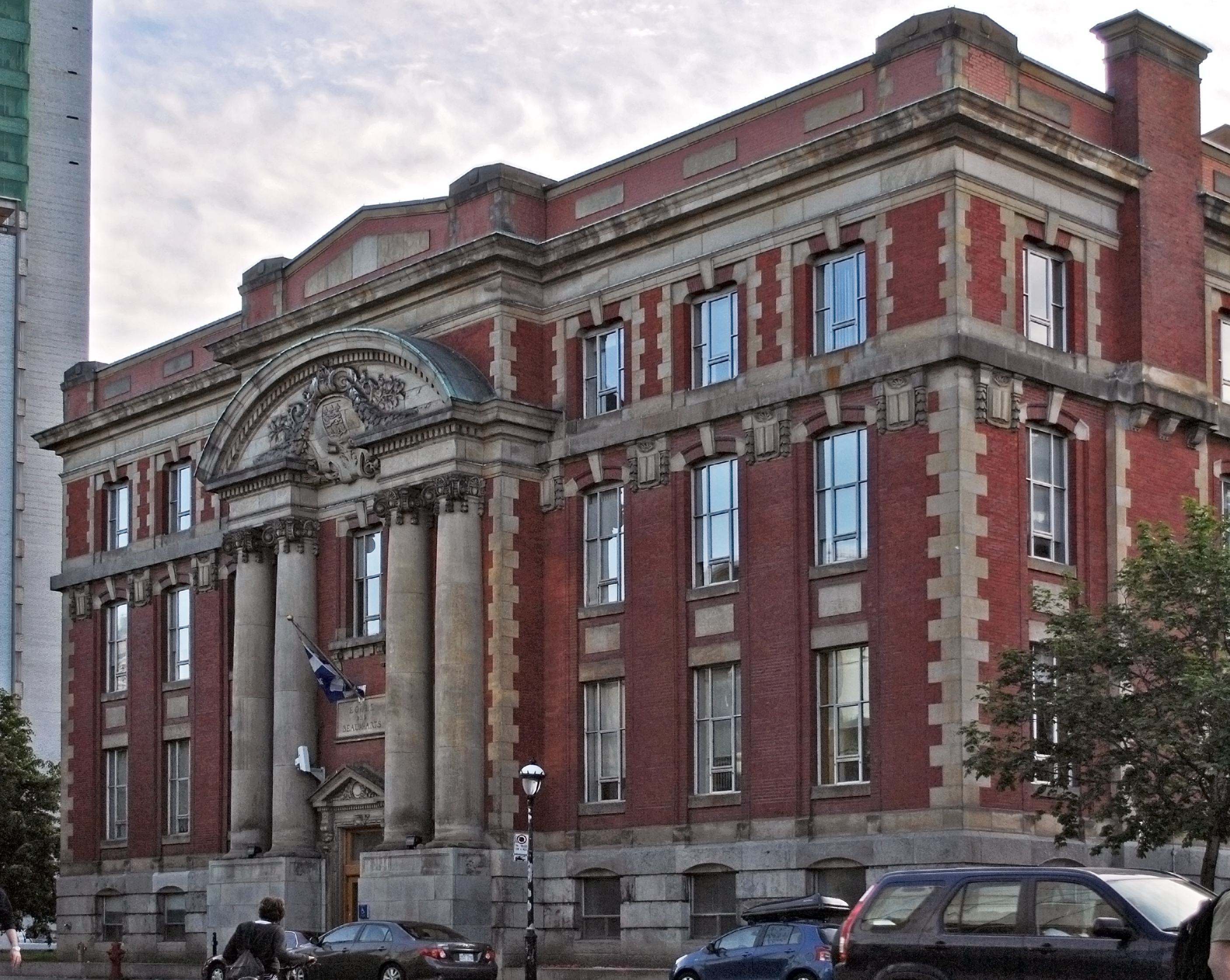
Kontoret i Montréal för språkmyndigheten Office québécois de la langue française.

## Ordförråd
Ett stort antal ord är speciella för québecfranska eller har en annan betydelse i Québec än i riksfranska. I och med Québecs placering som en "ö i ett engelskspråkigt hav", undviker man ofta medvetet anglicismer som slagit rot i riksfranskan. Istället för week-end säger man ofta fin de semaine (bokstavligen 'veckoslut'), och magasiner har ersatt faire du shopping. Däremot har man släppt in andra anglicismer från den nordamerikanska engelskan, som présentement (istället för actuellement, 'för närvarande, efter engelskans presently) och sauver de l'argent (istället för épargner, 'spara pengar', efter engelskans save money).
| Québecfranska | Riksfranska               | Svenska            | Not                                                                               |
| ------------- | ------------------------- | ------------------ | --------------------------------------------------------------------------------- |
| stationnement | parking                   | parkering          | förfranskat ord                                                                   |
| hot           |                           | cool, tuff, häftig | från engelskans "hot"                                                             |
| balayeuse     | aspirateur                | dammsugare         | Balayeuse betyder i Frankrike gatsopare eller sopmaskin.                          |
| barrer        | fermer (à clé)            | låsa               | Barrer betydligen bokstavligen regla.                                             |
| astheure      | à cette heure, maintenant | vid denna tid, nu  | Exempel: Asteure, qu'est-ce qui va arriver ? Il fait noir de bonne heure asteure. |
| bas           | chaussettes               | strumpor           |                                                                                   |
| anyway        | de toute façon            | hursomhelst        | lån från engelskan                                                                |
| pas pire      | pas mal                   | inte illa          |                                                                                   |
| penderie      | garde-robe                | garderob           | bokstavligen 'hängeri'                                                            |
| magasiner     | faire du shopping         | handla             | efter magasin ('affär')                                                           |

De québeckiska orden för måltider utgör falska vänner med de riksfranska. Riksfranskans petit déjeuner (frukost), déjeuner (lunch) och dîner (middag) motsvaras på québeckiska av déjeuner, dîner och souper. Dessutom äter man ofta måltiderna tidigare i Québec; déjeuner äts runt 12-tiden och souper mellan 17.00 och 19.00.
Québecfranskan har utvecklat ett antal egna svordomar, baserade på religiösa begrepp som criss, câlice, ostie och tabarnac. Detta vittnar om den katolska kyrkans starka historiska betydelse.

## Källhänvisningar
1. 1 2 3 4 5  Mougeon, Raymond. ”French Language in Canada” (på engelska). The Canadian Encyclopedia. https://www.thecanadianencyclopedia.ca/en/article/french-language/. Läst 8 augusti 2018.
2. ↑  Conrick, Maeve (2007) (på engelska). French in Canada: Language Issues. Peter Lang. sid. 149. ISBN 9783039101429. https://books.google.se/books?id=ppCaBghS4xEC&pg=PA149. Läst 8 augusti 2018
3. ↑  ”Quebec Calling a Halt To English Stop Sign” (på engelska). nytimes.com. 14 maj 1982. https://www.nytimes.com/1982/05/14/world/quebec-calling-a-halt-to-english-stop-sign.html. Läst 8 augusti 2018.
4. 1 2  ”E-mail ou... courriel ?” (på franska). Arobase.org. 12 september 2014. https://www.arobase.org/culture/email-courriel.htm. Läst 8 augusti 2018.
5. ↑  2006 "Census of Canada". Arkiverad 12 mars 2009 hämtat från the Wayback Machine..
6. 1 2 3 4  "Le français parlé au Québec". Arkiverad 5 december 2014 hämtat från the Wayback Machine. Ulaval.ca. Läst 29 november 2014. (franska)
7. ↑  "Dictionnaire Québécois". Dictionnaire-quebecois.com. Läst 29 november 2014. (engelska)
8. ↑  "Se comprendre entre francophones". Dufrancaisaufrancais.com. Läst 29 november 2014. (franska)
9. ↑  "Petit lexique québécois". Arkiverad 5 december 2014 hämtat från the Wayback Machine. Ulaval.ca. Läst 29 november 2014. (franska)